# Коннемара (национальный парк)
Национальный парк Коннемара (ирл. Páirc Naisiúnta Chonamara, англ. Connemara National Park)  — национальный парк на северо-западе Ирландии, расположенный в одноимённой географической области в графстве Голуэй. Парк создан для защиты ландшафтов Коннемары и включает в себя часть хребта Беанна Беола (горы Банбаун, Бенкуллах, Бенбрак и Муканахт входят в состав группы гор Твелв-Бенз), болота, вересковые пустоши, луга и леса.

## История
В парке сохранились мегалитические захоронения, созданные четыре тысячи лет назад.
Земля, на которой был создан национальный парк, принадлежала ранее нескольким собственникам, из которых двумя крупнейшими были Килеморское аббатство и Леттерфракское промышленное училище. В частности, на ферме, принадлежавшей училищу, построенной около 1890 года, сейчас размещён информационный центр. Все эти земли использовались как сельскохозяйственные, в основном под пастбища для овец и крупного рогатого скота. Болота частично использовались для добычи торфа. В парке сохранились неиспользуемые здания ферм, а также остатки старой дороги, которая вела в Голуэй.
В настоящее время парк полностью принадлежит Ирландской республике и не используется для сельского хозяйства.

## Природа
Большую часть парка занимают торфяные болота и вересковые пустоши. Болота расположены как в низинах, так и выше в горах, где они несколько суше. Вереск покрывает склоны гор. Наиболее частым растением в национальном парке является Molinia caerulea, придающая местности красноватый оттенок. Высоко в горах встречаются холодоустойчивые виды растений, такие как розовая родиола, камнеломки, сердцевидный тайник и двустолбчатый кисличник.
Из птиц наиболее часто встречаются полевой жаворонок, луговой конёк, На территории парка периодически наблюдают хищных птиц. Из мелких млекопитающих встречаются кролики, лисицы, горностаи, землеройки и летучие мыши.
Визитной карточкой и одновременно самым крупным животным парка являются коннемарские пони.

## Геология
Горы на территории национального парка, в частности Твелв-Бенз, метаморфического происхождения, вершины состоят в основном из кварцита, подножия — из мрамора. Пологие невысокие горы приняли свою окончательную форму во время последнего оледенения.